# Stephen Salters
Stephen Salters, né le 26 avril 1970 à New Haven (Connecticut), est un chanteur d'opéra et concertiste baryton américain. 
Il obtient en 1996, le 1er prix du Concours musical international Reine Élisabeth de Belgique à Bruxelles en 1996.
Il mène une carrière internationale.